# Synagoga w Świeciu nad Wisłą
Synagoga w Świeciu nad Wisłą – nieistniejąca synagoga znajdująca się w Świeciu nad Wisłą przy ulicy Klasztornej.
Synagoga została zbudowana w 1881 roku. Podczas II wojny światowej, pod koniec listopada 1939 roku, hitlerowcy spalili synagogę, następnie rozstrzelali całą żydowską ludność miasta. Gruz ze zburzonej świątyni wykorzystano jako podkład pod remontowany ówcześnie odcinek obecnej ul. Wojska Polskiego w Świeciu, na wysokości urzędu miejskiego.  Po wojnie synagogi nie odbudowano.